# West Nippon Expressway Company
West Nippon Expressway Company (西日本高速道路株式会社, Nishi Nihon Kōsoku-dōro Kabushiki-gaisha) of NEXCO West-Japan (NEXCO西日本, NEXCO Nishi Nihon) is een van de beheerders van de Japanse autosnelwegen. NEXCO West-Japan NEXCO West-Japan ontstond toen eigenaar en uitbater van al de autosnelwegen de Openbare maatschappij voor de Japanse snelwegen (日本道路公団, Nihon Dōro Kōdan) op 1 oktober 2005 werd opgesplitst in verschillende maatschappijen. De bedrijfskleur is blauw (■).

## Afdelingen
- Afdeling Kansai : Kita-ku, Osaka
- Afdeling Chugoku : Asaminami-ku, Hiroshima
- Afdeling Shikoku: Takamatsu, Kagawa
- Afdeling Kyushu : Chuo-ku, Fukuoka
- Afdeling Tokio : Minato-ku, Tokio